# Sergej Karamčakov
Sergej Karamčakov (rusky Сергей Захарович Карамчаков, 3. července 1962 Askiz – 1993, Abakan) byl ruský zápasník chakaské národnosti. Volnostylař, reprezentant Sovětského svazu. V roce 1988 na olympijských hrách v Soulu vybojoval v kategorii do 48 kg bronzovou medaili. V roce 1987 vybojoval bronzovou medaili na mistrovství světa. V roce 1983 a 1987 vybojoval 5. místo na mistrovství Evropy. Vítěz světového poháru z let 1986 až 1988, druhý v roce 1989.
V roce 1992 utrpěl krátce před olympijskými hrami vážný úraz. Lékaři mu sice zachránili život, ale jeho zápasnická kariéra tímto skončila. O rok později za nevyjasněných okolností zemřel. Na jeho počest je v Abakanu každoročně pořádán turnaj, v roce 2012 se uskutečnil již 10. ročník.